# 여주 포초골 미륵좌불
여주 포초골 미륵좌불(驪州 포초골 彌勒坐佛)은 경기도 여주시 금사면 외평리, 대성사에 있는 고려시대의 불상이다. 1973년 7월 10일 경기도의 유형문화재 제35호로 지정되었다.

## 개요
경기도 여주에 있는 이 불상은 연꽃무늬 대좌(臺座) 위에 앉아있는 높이 1.7m의 석조미륵좌상이다.
민머리에 사각형의 갓을 쓰고 있으며, 네모진 얼굴에는 반쯤 감은 눈, 오똑한 코, 풍만한 양 볼과 짧은 귀가 표현되었다. 옷은 양 어깨를 감싸고 있으며, 왼쪽 어깨의 주름과 가슴에 묶인 띠매듭은 정교하게 묘사되어 있지만 둔탁한 편이다. 무릎은 신체에 비해 크게 조성되어 안정감을 주고 있으며, 양 발목 사이에는 부채꼴 모양의 옷주름이 새겨져 있다. 오른손은 무릎에 대고 손끝이 아래를 향하고 왼손은 배부분에서 손바닥을 위로 향하고 있다. 대좌는 상·중·하대로 구성되어 있는데, 상대에는 연꽃무늬가 조각되어 있고 8각의 중대석에는 보살상이 새겨져 있다.
4각형의 원만한 얼굴, 넓고 당당한 어깨, 둔탁한 옷주름의 표현 등을 볼 때 고려시대에 만들어진 것으로 추정된다.

## 참고 문헌
- 포초골미륵좌불 - 국가유산청 국가유산포털